# Echolalie
Echolalie of echolalia, een begrip uit de psychologie en psychiatrie, is het dwangmatig herhalen van woorden of zinnen van een gesprekspartner of een andere bron (bijvoorbeeld de radio). Het verschijnsel doet zich het meest voor bij personen met autisme, maar komt ook voor bij mensen met een verstandelijke beperking, schizofrenie en het syndroom van Gilles de la Tourette. Het kan echter ook deel uitmaken van de ziekte van Pick, een soort degeneratieve dementiestoornis. Men onderscheidt onmiddellijke echolalie en uitgestelde echolalie.
Bij onmiddellijke echolalie wordt een zin of woord van de gesprekspartner direct herhaald en lijkt de herhaling vooral van belang te zijn voor het auditieve kortetermijngeheugen. 
Bij uitgestelde echolalie worden zinnen of woorden herhaald na een langer interval. Het betreft hier niet alleen de woorden van gesprekspartners, maar ook woorden van de televisie, radio enzovoort. De herhaling is gericht op het auditieve langetermijngeheugen en kan dus een andere functie hebben dan directe echolalie. Wanneer dit een vorm van communicatie is, is niet altijd duidelijk.
Omdat het bij uitgestelde echolalie soms om zeer grote teksten gaat, ziet men dit wel als een teken van intelligentie.
Herhaalt men zichzelf, dan spreekt men van palilalie.